# Habitatge al passeig de la Font Vella, 23 (Sant Hilari Sacalm)
L'Habitatge al passeig de la Font Vella, 23 és una obra de Sant Hilari Sacalm (Selva) inclosa a l'Inventari del Patrimoni Arquitectònic de Catalunya.

## Descripció
Habitatge unifamiliar situat al nucli urbà.
La casa consta de planta baixa i pis, i té una teulada en teula àrab.
A la planta baixa hi ha una porta i una finestra, i al pis hi ha dues finestres amb un balcó. Totes les obertures són en arc de mig punt i estan decorades en tot el seu voltant per un cordó en relleu, realitzat en guix.
La façana està realitzada en maó i està pintada d'un color groc pàlid, fent ressaltar les motllures.